# Ramirdo di Cambrai
Ramirdo di Cambrai (... – 1077) è stato un prete francese.
Accusato di eresia, fu arso sul rogo.
Gerardo, vescovo di Cambrai dal settembre 1076, trovandosi in visita a Lambres, fu informato che in un vicino villaggio un prete di nome Ramirdo stava predicando a un folto gruppo di suoi seguaci, spiegando loro, in particolare, che non si doveva prendere la comunione da ecclesiastici corrotti. Si tratta di un'opinione nota fin dal IV secolo col nome di eresia donatista, dal nome del vescovo di Cartagine Donato Magno, secondo la quale i sacramenti dati da sacerdoti che vivono in stato di peccato non sono validi.
Ramirdo fu condotto nella sede vescovile di Cambrai di fronte a Gerardo e a un gruppo di abati. Richiesto di giustificarsi, egli dichiarò di rifiutarsi di rispondere a gente che era immersa nella simonia e in altri peccati. Nello scandalo che ne derivò, gli assistenti del vescovo e altre persone lo presero e lo condussero immediatamente al rogo.
Informato dell'accaduto, il 25 marzo 1077 il papa Gregorio VII chiese un'indagine sull'accaduto al vescovo di Parigi Goffredo di Boulogne, ricordando che i sacerdoti «che non rinunciano alla fornicazione» non devono accostarsi all'altare. Non si conosce la risposta del vescovo e gli eventuali sviluppi seguiti all'episodio, se non che Gerardo di Cambrai si dimise dall'incarico ma fu successivamente riconfermato.